# Bruno Bagnoli (ceramista)
Bruno Bagnoli (Montelupo Fiorentino, 18 gennaio 1914 – Montelupo Fiorentino, 11 dicembre 1975) è stato un ceramista e scultore italiano.

## Biografia
Bagnoli frequenta a Firenze l'Istituto d'Arte di Porta Romana, sotto la guida di Guerrini, e l'Accademia delle Belle Arti di Firenze e fin da ragazzo lavora a modellare e decorare ceramica in varie fabbriche montelupine, con le quali continua a collaborare anche quando la sua attività artistica s'indirizza anche verso il disegno e la pittura.
Negli anni tra il 1940 e il 1944 vi sono i suoi primi quadri, dipingendo assieme a Benvenuto Staderini.
Nel 1951 partecipa alla IX Triennale di Milano su invito di Giò Ponti.
Nel 1953 partecipa alla Mostra Aretina conseguendo il primo premio.
Nel 1954 partecipa per la prima volta alla Mostra Internazionale di Faenza e viene premiato; è di quest'anno la prima personale fiorentina, alla Casa di Dante, dove espone ceramiche e disegni. Da questa data in poi, innumerevoli sono le mostre a cui partecipa, raccogliendo ovunque premi e segnalazioni.
Nel 1959 - 1960 lavora a Montelupo alle ceramiche Raffaello Corradini, creando oggetti con design  moderno per quel tempo, anticipando quello che poi sarebbe risultato vincente. Negli anni successivi, mentre la Corradini cessava l'attività, altre fabbriche di ceramica del contado fiorentino potevano invece lavorare, con le idee innovative del Maestro Bruno Bagnoli. Nel 1962 lavora a Roma alla fabbrica Roma Crea dove realizza pezzi unici in ceramica.
Nel 1963 insegna per tre anni al Villaggio Scolastico Artigiano di Signa, ove lascia nell'Aula del Cielo un enorme affresco.
Nel 1966 si trasferisce in Lunéville (Francia) e vi lavora per circa sei mesi.
Nel 1967 ritorna a Montelupo e riprende a lavorare in varie fabbriche della zona. Alternando il lavoro di fabbrica a quello dei suoi laboratori. Questi ultimi anni sono caratterizzati da un'intensa attività. E la sua partecipazione a mostre importanti viene evidenziata e notata da critici che scrivono su di lui.
Le sue opere sono esposte a New York, Sydney, Amburgo e naturalmente a Montelupo Fiorentino (Palazzo Comunale e Centro Culturale Nuovo Nautilus, in realizzazione).
All'opera del maestro, con le sue forme ancora oggi molto innovative, sembra oggi finalmente riconosciuta l'importanza che merita all'interno del panorama artistico italiano del Novecento.
La frazione della Torre, nel Comune di Montelupo Fiorentino, ha costituito per Bruno Bagnoli un importante punto di riferimento e d'ispirazione: proprio all'interno della Torre dei Frescobaldi di epoca medievale posta sulle rive dell'Arno, infatti, ha tenuto il suo studio per più di trent'anni, fino alla sua morte. E il suo stretto rapporto proprio con la torre-studio è sintetizzato nella sua firma. Alla Torre il comune di Montelupo Fiorentino gli ha intitolato una strada.

## Mostre
- IX Triennale di Milano, 1951
- Mostra Aretina, 1953
- Mostra Internazionale di Faenza, 1954
- Casa di Dante, Esposizione personale di ceramiche e disegni, 1954